# Bereraia ionica
Bereraia ionica is een eenoogkreeftjessoort uit de familie van de Leptopontiidae. De wetenschappelijke naam van de soort is voor het eerst geldig gepubliceerd in 2003 door Berera & Cottarelli.